# Katharina Lorenz (Archäologin)
Katharina Lorenz (* 1974 in Berlin) ist eine deutsche Klassische Archäologin und seit 1. April 2024 Präsidentin der Justus-Liebig-Universität Gießen (JLU).

## Leben
Lorenz studierte von 1993 bis 2002 Klassische Archäologie, Alte Geschichte und Griechische Philologie in Berlin, Corpus Christi College (Oxford), und Heidelberg. Lorenz wurde 2001/2002 an der Ruprecht-Karls-Universität Heidelberg mit der Dissertation Bilder machen Räume. Mythenbilder in pompeianischen Häusern promoviert.
Lorenz war assoziiertes Mitglied der Forschergruppe Image – Body – Media (Institut für Bildmedien, Zentrum für Kunst und Medien in Karlsruhe) und arbeitete von 2003 bis 2005 als wissenschaftliche Mitarbeiterin an der Professur für Klassische Archäologie an der JLU in Gießen. Dann wirkte sie von 2005 bis 2018 als Lecturer, Associate Professor und Professor im Department of Classics an der Universität Nottingham; sie war dort Gründungsdirektorin eines Zentrums für Digitale Geisteswissenschaften. Im Herbst 2015/16 war sie Visiting Professor an der Humboldt-Universität zu Berlin und von April 2016 bis März 2017 war sie Research Fellow am Internationalen Kolleg Morphomata der Universität zu Köln. Seit April 2018 ist sie Professor für Klassische Archäologie an der Universität Gießen und zudem Leiterin der Gießener Antikensammlung.
Sie arbeitet zu bildwissenschaftlichen Fragestellungen in Bezug auf die griechische und römisch-kaiserzeitliche Antike, damit verknüpft auch zu Fragen der Kultur- und Geistesgeschichte, zu den Implikationen digitaler Technologien in der geisteswissenschaftlichen Wissensbildung und zur Wissensvermittlung in musealen Kontexten.
Am 30. Juni 2021 wählte der Erweiterte Senat der Justus-Liebig-Universität Gießen Katharina Lorenz zur Ersten Vizepräsidentin mit Ressortzuständigkeit für Studium und Lehre. Sie trat ihr Amt am 16. Dezember 2021 in der Nachfolge von Verena Dolle an.
Am 24. Januar 2024 wählte der Erweiterte Senat der Justus-Liebig-Universität Gießen Katharina Lorenz zur ersten Frau im Amt des Präsidenten. Sie konnte sich bei der Wahl im zweiten Wahlgang gegen drei Mitbewerber durchsetzen. Lorenz ist Nachfolgerin von Joybrato Mukherjee.

## Schriften (Auswahl)
- Bilder machen Räume. Mythenbilder in pompeianischen Häusern. (= Image & context. Band 5). De Gruyter, Berlin/New York 2008, ISBN 978-3-11-019473-9 (zugleich Dissertation, Heidelberg 2001/2002).
- Ancient Mythological Images and their Interpretation. An Introduction to Iconology, Semiotics and Image Studies in Classical Art History. Cambridge University Press, Cambridge 2016, ISBN 978-0-521-13972-4.
- mit Michaela Stark: Gruppenbilder. Von der Kunst des Gemeinsam-Seins, Gießen 2020.

## Einzelbelege
1. 1 2  Prof. Dr. Katharina Lorenz wird Präsidentin der JLU. Erfolg im zweiten Wahlgang: Erweiterter Senat entscheidet sich für die bisherige Erste Vizepräsidentin. Justus-Liebig-Universität Gießen, 24. Januar 2024, abgerufen am 24. Januar 2024 (Pressemeldung).
2. ↑  Prof. Dr. Katharina Lorenz ist neue Präsidentin der JLU. In: Pressemitteilung JLU. 2. April 2024, abgerufen am 12. April 2024.
3. ↑  Erweiterter Senat wählt Prof. Katharina Lorenz zur neuen JLU-Vizepräsidentin für Studium und Lehre. Pressemitteilung Nr. 84. 30. Juni 2021, abgerufen am 1. Juli 2021.

| Personendaten    | Personendaten                                                                        |
| ---------------- | ------------------------------------------------------------------------------------ |
| NAME             | Lorenz, Katharina                                                                    |
| KURZBESCHREIBUNG | deutsche Klassische Archäologin und Präsidentin der Justus-Liebig-Universität Gießen |
| GEBURTSDATUM     | 1974                                                                                 |
| GEBURTSORT       | Berlin                                                                               |